# Bistum Sabina-Poggio Mirteto
Das Bistum Sabina-Poggio Mirteto (lateinisch Dioecesis Sabinensis-Mandelensis, italienisch Diocesi suburbicaria di Sabina-Poggio Mirteto) ist ein suburbikarisches Bistum und gehört als solches der Kirchenprovinz Rom an. Bischofssitz ist die Stadt Poggio Mirteto.
Das Bistum Sabina entstand im 5. Jahrhundert. 1841 wurde das Bistum Poggio Mirteto aus dem Gebiet des Bistums Rieti, Bistum Sabina und der Abtei San Salvatore Maggiore gegründet. Am 3. Juni 1925 vereinigte Papst Pius XI. mit der Apostolische Konstitution Suburbicariae Sabinae das Bistum Sabina und das Bistum Poggio Mirteto zum „Bistum Sabina und Poggio Mirteto“. Am 30. September 1986 wurde der Name durch Papst Johannes Paul II. zu seiner heutigen Form („Bistum Sabina-Poggio Mirteto“) geändert.

## Weblinks

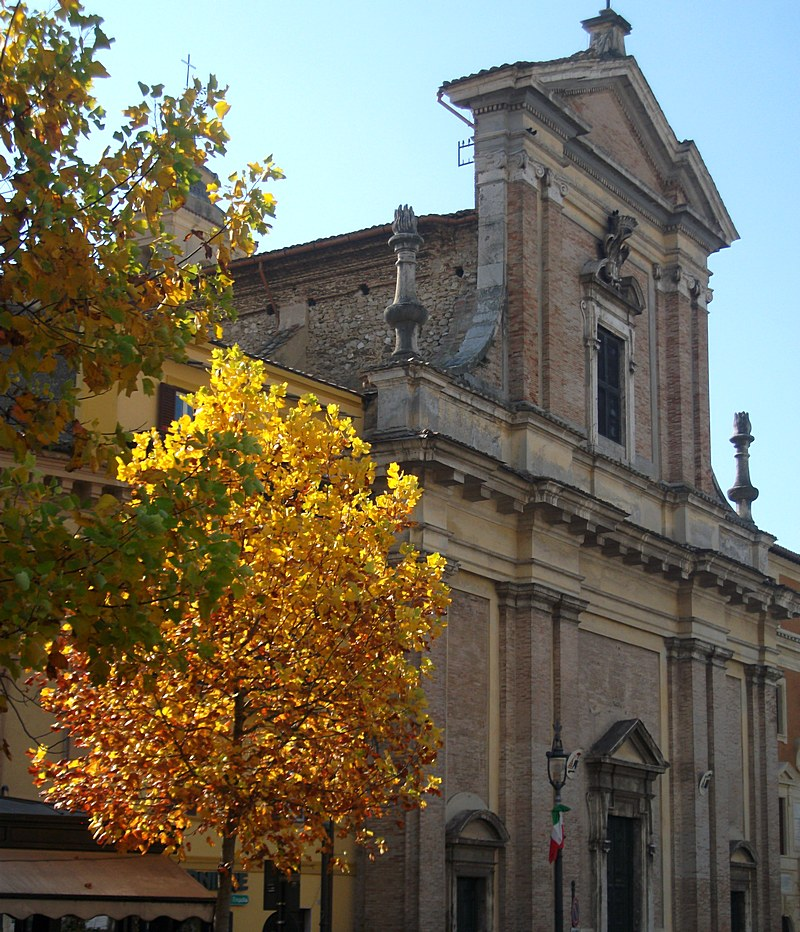
Kathedrale in Poggio Mirteto